# Термодинамічні потенціали
Термодинамі́чні потенціа́ли — набір функцій стану термодинамічної системи, який характеризує її поведінку при термодинамічних процесах.
У випадку внутрішньої енергії і вільної енергії, їхня зміна у самочинних процесах дорівнює виконаній системою роботі.
До термодинамічних потенціалів належить внутрішня енергія, ентальпія, вільна енергія (потенціал Гельмгольца), вільна ентальпія (потенціал Ґіббса) та інші.
З чотирьох основних фізичних величин, які характеризують термодинамічну систему: тиску, об'єму, температури й ентропії, термодинамічні потенціали залежать тільки від двох. Дві інші визначаються, як похідні від термодинамічних потенціалів. Наприклад, знаючи вільну енергію, яка є функцією об'єму й температури, можна знайти тиск, встановивши, таким чином, рівняння стану.
В статистичній фізиці термодинамічні потенціали розраховуються або моделюються. Експериментальні залежності термодинамічних потенціалів від своїх параметрів для конкретних речовин можна знайти в довідниках, що використовуються в теплофізиці.

## Внутрішня енергія
Внутрішня енергія, як термодинамічний потенціал є функцією об'єму й ентропії: {\displaystyle U=U(V,S)\,}. Для диференціала внутрішньої енергії справедливе основне співвідношення
{\displaystyle dU=-PdV+dQ=-PdV+TdS\,},
Таким чином, знаючи залежність вільної енергії від об'єму й ентропії можна визначити тиск і температуру тіла.
{\displaystyle P=-\left({\frac {\partial U}{\partial V}}\right)_{S}}
В цій формулі й надалі індекс вказує, що часткова похідна визначається при умові сталості позначеної індексом змінної (у цьому випадку — ентропії).
Аналогічно
{\displaystyle T=\left({\frac {\partial U}{\partial S}}\right)_{V}.}

## Вільна енергія
Вільна енергія, яку також називають вільною енергією Гельмгольца, визначається, як
{\displaystyle F=U-TS\,}.
Вільна енергія зазвичай використовується для опису ізотермічних процесів і є функцією об'єму й температури тіла: {\displaystyle F=F(V,T)}.
{\displaystyle dF=-PdV-SdT\,}.
Таким чином,
{\displaystyle P=-\left({\frac {\partial F}{\partial V}}\right)_{T}},
{\displaystyle S=-\left({\frac {\partial F}{\partial T}}\right)_{V}}

## Ентальпія
Ентальпія або теплова функція визначається, як
{\displaystyle H=U+PV\,}.
Ентальпія використовується для опису ізобарних процесів, тобто процесів, які відбуваються при сталому тиску. Ентальпія залежить від
тиску й від ентропії системи: {\displaystyle H=H(P,S)}
{\displaystyle dH=VdP+TdS\,}.
Якщо процес проходить при сталому тиску, то приріст ентальпії дорівнює переданій тілу теплоті dQ = TdS.
Таким чином,
{\displaystyle V=\left({\frac {\partial H}{\partial P}}\right)_{S}},
{\displaystyle T=\left({\frac {\partial H}{\partial S}}\right)_{P}}.

## Вільна енергія Ґіббса
Вільна енергія Ґіббса, яку ще називають просто термодинамічним потенціалом (у вузькому значенні слова), визначається, як
{\displaystyle G=U-TS+PV\,}.
Вільна енергія Ґіббса є функцією тиску й температури {\displaystyle G=G(P,T)}
{\displaystyle dG=VdP-SdT\,}.
{\displaystyle V=\left({\frac {\partial G}{\partial P}}\right)_{T}},
{\displaystyle S=-\left({\frac {\partial G}{\partial T}}\right)_{P}}.
У випадку системи із змінним числом частинок вільна енергія Ґіббса залежить окрім тиску й температури від числа частинок
{\displaystyle dG=VdP-SdT+\sum _{i}\mu _{i}dN_{i}\,},
де {\displaystyle \mu _{i}} — хімічний потенціал і-го типу частинок.
{\displaystyle \mu _{i}=\left({\frac {\partial G}{\partial N_{i}}}\right)_{T,P}}.

## Рівність змішаних похідних
Вважаючи термодинамічні потенціали неперервними функціями своїх змінних та використовуючи рівність змішаних похідних функцій багатьох змінних, можна встановити важливі співвідношенням між похідними термодинамічних змінних. Так, використовуючи вільну енергію:
{\displaystyle \left({\frac {\partial P}{\partial T}}\right)_{V}=\left({\frac {\partial S}{\partial V}}\right)_{T}}

## Співвідношення Максвелла
{\displaystyle \left({\frac {\partial T}{\partial V}}\right)_{S}=-\left({\frac {\partial P}{\partial S}}\right)_{V}}
{\displaystyle \left({\frac {\partial S}{\partial V}}\right)_{T}=\left({\frac {\partial P}{\partial T}}\right)_{V}}
{\displaystyle -\left({\frac {\partial S}{\partial P}}\right)_{T}=\left({\frac {\partial V}{\partial T}}\right)_{P}}
{\displaystyle \left({\frac {\partial T}{\partial P}}\right)_{S}=\left({\frac {\partial V}{\partial S}}\right)_{P}}